# Andrena nasica
Andrena nasica là một loài Hymenoptera trong họ Andrenidae. Loài này được Lebedev mô tả khoa học năm 1933.